# Angelo Capodicasa
Angelo Capodicasa (Joppolo Giancaxio, 9 novembre 1949) è un ex politico italiano, presidente della Regione Siciliana dal 1998 al 2000 e viceministro delle infrastrutture nel governo Prodi II.

## Biografia
Iscritto al Partito Comunista Italiano sin dall'età di 13 anni, consegue la laurea in lettere e filosofia e incominciò la sua carriera politica, diventando segretario provinciale ad Agrigento prima della Federazione Giovanile Comunista Italiana e poi del PCI. Eletto quattro volte deputato regionale (dal 1986 al 2006), fu capogruppo del suo partito all'Assemblea Regionale Siciliana) fino al 1991.
Dal 1991 al 1996 fu vice-presidente dell'Assemblea e al 1991 al 1995 fu segretario regionale del Partito Democratico della Sinistra. Dal 1998 al 2000 fu il primo Presidente della Regione Siciliana proveniente dalla Sinistra, guidando due governi.
Nel momento del suo insediamento sollevò una questione in merito ai fondi riservati che i suoi predecessori avrebbero prosciugato. Per questi fatti nel maggio del 2009 la Corte di cassazione confermerà la condanna a tre anni e l'interdizione perpetua dai pubblici uffici nei confronti degli ex presidenti della Regione Siciliana Giuseppe Drago e Giuseppe Provenzano che si sarebbero appropriati, senza fare rendiconti, dei fondi riservati della Presidenza della Regione.
Il 31 gennaio 2005 assume la carica di segretario regionale dei Democratici di Sinistra in Sicilia.
Alle elezioni politiche del 2006 è stato candidato alla Camera dei deputati, tra le liste dell'Ulivo (lista che univa i DS con La Margherita di Francesco Rutelli) nella circoscrizione Sicilia 1, dove viene eletto per la prima volta alla Camera.
Successivamente con la nascita del secondo governo presieduto da Romano Prodi, il 17 maggio 2006 viene nominato dal Consiglio dei Ministri viceministro delle Infrastrutture, affiancando il ministro nonché presidente dell'IdV Antonio Di Pietro, incarico che mantiene fino alla fine prematura del governo il 7 maggio 2008.
A dicembre del 2006 lascia la guida dei DS della Sicilia a Tonino Russo per incompatibilità con l'incarico di Governo. Al 4º Congresso Nazionale dei Democratici di Sinistra "Una forza grande come il futuro" aderisce alla mozione di Piero Fassino «Per il partito democratico» che punta alla costruzione del Partito Democratico.
Alle elezioni primarie del PD del 14 ottobre 2007 si candida nel collegio di Agrigento in sostegno di Walter Veltroni e viene eletto all'assemblea costituente. Alle elezioni politiche del 2008 viene rieletto alla Camera dei deputati nella lista del Partito Democratico nella Circoscrizione Sicilia 1.
Nel dicembre 2012 si candida alle primarie del PD, in provincia di Agrigento, indette per eleggere i candidati del partito al Parlamento italiano in vista delle Elezioni politiche in Italia del 2013. Le primarie parlamentari si sono svolte il 30 dicembre 2012 e Capodicasa ha ottenuto 3014 preferenze. L'8 gennaio 2013 la direzione nazionale del PD candida Capodicasa in terza posizione per la Camera dei deputati nella circoscrizione Sicilia 1; questa candidatura viene posta al vaglio dalla commissione nazionale di garanzia del Partito Democratico, presieduta da Luigi Berlinguer, in quanto Capodicasa è stato tirato in ballo dal pentito di Cosa nostra Maurizio Di Gati, la commissione dà comunque il via libera in quanto gli inquirenti non hanno trovato riscontri delle dichiarazioni e queste non hanno avuto conseguenze giudiziarie. Viene così rieletto alla Camera.
Nel febbraio 2017 Capodicasa lascia il Partito Democratico e aderisce ad Articolo 1 - Movimento Democratico e Progressista di Pier Luigi Bersani e Roberto Speranza.
Il 25 maggio 2019 viene ricoverato nell'ospedale Sant'Elia di Caltanissetta per un'emorragia cerebrale, viene dimesso il successivo 10 agosto.

## Opere
- Governare la Sicilia. Seicento giorni da presidente della Regione.(Intervista di Lorenzo Rosso). Editori Riuniti, 2001. ISBN 88-359-5042-2